# Das Familienalbum
Das Familienalbum ist sowohl ein Kindertheaterstück als auch ein Bilderbuch. 

Die Erzählung setzt sich kindgerecht mit dem Thema sexueller Missbrauch von Kindern in der Familie auseinander.

## Inhalt
Das Familienalbum handelt von einer Mäusefamilie: von Mutter, Vater, den Töchtern Pisa und Nießchen sowie von deren Onkel Watja. Die gesamte Familie lebt in einem Sofa, vor dem eines Tages ein Kater erscheint. Die äußere Bedrohung lässt jedoch letztlich eine viel größere Gefahr an die Oberfläche treten – der ‚liebe‘ Onkel Watja verhält sich bereits seit Längerem seiner Nichte Nießchen gegenüber sexuell übergriffig. Und er zwingt das Mäusemädchen dazu, diese Erfahrungen als Geheimnis für sich zu behalten.

Die Konfrontation mit dem Kater als äußerem Feind schafft letztlich eine Ausnahmesituation, in der es dem Mädchen möglich wird, sich seiner Schwester anzuvertrauen. Daraufhin werden nicht etwa die Drohungen des Onkels wahr, sondern Nießchen erfährt Rückhalt durch ihre Mutter – und der Onkel geht dem Kater in die Falle.

## Theaterstück
Das Familienalbum, geschrieben von Sylvia Deinert und Tine Krieg, wurde zum ersten Mal im Jahr 1984 vom Hamburger Fundus-Theater aufgeführt.
Das Puppentheaterstück wird bis heute bundesweit gespielt, seit einigen Jahren vom Tandera Theater in Kooperation mit dem Verein Dunkelziffer e. V.

## Bilderbuch
Das Bilderbuch Das Familienalbum wurde von Sylvia Deinert, Tine Krieg (Text) und Ulrike Boljahn (Illustration) Anfang der 1990er-Jahre auf der Grundlage des gleichnamigen Kindertheaterstücks entwickelt. Es ist 1992 zum ersten Mal erschienen und wurde im gleichen Jahr mit dem Oldenburger Kinder- und Jugendbuchpreis ausgezeichnet.